# Dirk Lauwaert
Dirk Lauwaert (19 januari 1944 – 10 augustus 2013) was een Vlaams schrijver, docent en kunstcriticus.
Hij studeerde politieke en sociale wetenschappen (afdeling pers en communicatie) aan de Katholieke Universiteit van Leuven en filmregie aan het Centro Sperimentale, de filmschool van Cinecittà in Rome.
Als docent fototheorie en -geschiedenis was hij jarenlang verbonden aan de Hogeschool Sint-Lukas. Tevens doceerde hij cultuursociologie aan het RITS, het departement Audiovisuele en Dramatische Kunsten en Technieken van de Erasmushogeschool.
Lauwaert schreef over fotografie, film, mode, beeldende kunst en een aantal autobiografische essays over zijn jeugd. Hij was bekend voor zijn bijdragen in tijdschriften als Film en Televisie, Kunst en Cultuur, Andere Sinema en De Witte Raaf en was ook werkzaam in de audiovisuele media (onder meer Radio 3).
Hij overleed aan de gevolgen van een hersentumor, een ziekte waarvan hij reeds acht jaar wist dat deze hem fataal zou worden.